# John William Strutt
John William Strutt (Langford Grove, Essex, 12 de novembro de 1842 — Witham, Essex, 30 de junho de 1919), também conhecido como o 3º Barão de Rayleigh de Terling Place, Witham, condado de Essex, foi um matemático e físico inglês, conhecido por suas pesquisas em fenômenos ondulatórios. Juntamente com o químico inglês Sir William Ramsay recebeu o Nobel de Física, em 1904, por pesquisas sobre a densidade dos gases mais importantes e pela descoberta do argônio.

## Biografia
Entrou para o Trinity College, Cambridge (1861), onde estudou matemática com Edward Routh. Contemporâneo de Reynolds. Obteve o título de MA (Senior Wrangler) em 1865 e o primeiro Prêmio Smith de Cambridge. 
Casou com Evelyn Georgiana Mary Balfour em 1871, com quem teve quatro filhos. Em 1873 seu pai, John Strutt, 2º Barão de Rayleigh, faleceu. O título de 3º Barão de Rayleigh foi herdado de seu pai.
Foi o segundo professor sênior na Universidade de Cambridge em sequência a James Clerk Maxwell. Destacou-se como membro da Royal Society, ingressando como fellow (professor) em 1873, eleito como membro da Royal Society de Edimburgo em 1886 e presidente da London Maths Society entre 1876 e 1878. Foi eleito Royal Society Bakerian lecturer em 1902 e presidente da Royal Society entre 1905 e 1908.
Recebeu o Nobel de Física, em 1904, por pesquisas sobre a densidade dos gases mais importantes e pela descoberta do argônio, em pesquisa realizada em conjunto com o químico inglês Sir William Ramsay.

## Física
Influente pesquisador sobre teoria dos sons, óptica, espectroscopia, luz, cores, eletricidade, ressonância, vibrações e densidade dos gases destacou-se no estudo dos fenômenos ondulatórios.
Postulou, em 1876, um padrão de comportamento do escoamento do ar, garantindo a possibilidade de um veículo se sustentar no ar, sem a necessidade de catapultas ou balões que o retirassem do solo, levantando pela primeira vez a hipótese de que um aparelho mais pesado que o ar conseguiria voar com os seus próprios meios, afirmação que seria de grande importância para estudos e projetos posteriores como os de Santos Dumont.
Foi professor de física experimental e diretor do Laboratório Cavendish, em Cambridge (1879-1884), período em que foi Professor Cavendish de Física. Lecionou também sobre filosofia natural na Royal Institution, Londres (1887-1905). Investigou a hidrodinâmica da cavitação, do movimento das ondas, de jatos instáveis, fluxo laminar, etc. e foi, também, responsável pela determinação de unidades elétricas de medição.

## Condecorações
- Prêmio Smith em 1865
- Medalha Real da Royal Society em 1882
- Medalha De Morgan da London Mathematical Society em 1890
- Medalha Matteucci da Sociedade Italiana de Ciências em 1894
- Medalha Copley da Royal Society em 1899
- Nobel de Física em 1904
- Medalha Elliott Cresson do Instituto Franklin em 1913[3]
- Medalha Rumford da Royal Society em 1920

## Bibliografia

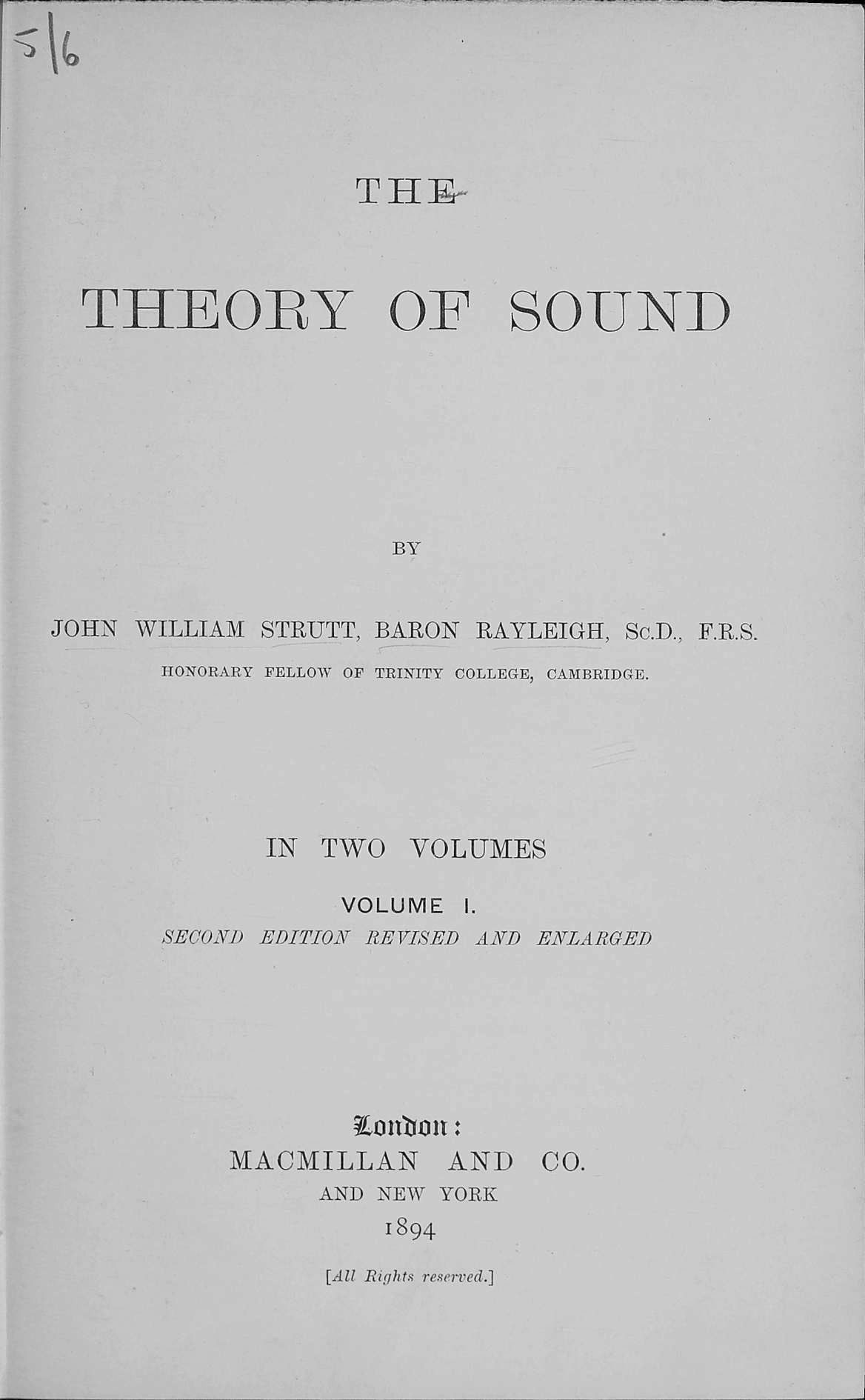
Theory of sound, 1894